# ВДНХ-80
ВДНХ-80 — малый космический аппарат, спутник Земли.
«ВДНХ-80» был запущен 5 июля 2019 года с космодрома Восточный. Спутник создали учёные НИИ ядерной физики МГУ при поддержке Госкорпорации «Роскосмос».
На орбиту спутник отправился вместе с метеорологическим аппаратом «Метеор-М» № 2-2 на ракете-носителе «Союз-2.1б» с разгонным блоком «Фрегат».
1 августа спутник отправил в эфир поздравление ВДНХ с юбилеем выставки. Помимо поздравления спутник передаёт научную информацию: телеметрию с данными о радиационной обстановке на низких орбитах Земли. Это концентрация заряженных частиц, профиль магнитного поля Земли. На основе этих данных строится прогноз о космической погоде, геомагнитных бурях. Сообщение о юбилее выставки принимали во многих регионах России и за рубежом от Германии до Эквадора. Сигнал с малого космического аппарата транслируется на частоте 436.500 MHz MOBITEX 4800bd.
Данные о космической погоде и другая информация поступает в ЦУП НИИЯФ МГУ. Также информация поступает в ЦУП центра «Космонавтика и авиация» на ВДНХ, где можно эту информацию получить любому посетителю.
Аппарат весит около трёх килограммов, его длина — 34 см.